# 镇舟镇
镇舟镇，是中华人民共和国四川省宜宾市筠连县下辖的一个乡镇级行政单位。2019年8月，撤销高坎乡，将其所属行政区域划归镇舟镇管辖。

## 行政区划
镇舟镇下辖以下地区：
兴徙社区、金钟村、马家村、云岭村、政兴村、前进村、景阳村和尖峰村、五星村、凤凰村、红旗村、大地村、顺河村、红花村、花山村和顺利村。

## 乡镇概况
镇舟镇位于四川省宜宾市筠连县东南部，幅员面积63.4平方公里，距县城东南42公里，东接高坎，北界沐爱，西南与落木柔镇、团林乡毗邻，全镇辖1个居民委员会，19个村民委员会，88个社，人口19487人，其中农业人口18308人。酿酒、造纸、竹编等工业发达，历史悠久。属于“宜宾煤化工产业集中区”，近年来工业发展迅猛！

## 自然资源
境内地质丘陵、和山区平坝相间，景色秀丽。地下矿藏无烟煤丰富，石灰石遍布各处，有比较典型的喀斯特地貌，有丰富的水能资源；镇舟河贯穿全境。境内属亚热带湿润性季风型气候。粮食作物主要产水稻、玉米、小麦、薯类；经济作物有烤烟、油樟、茶叶、蚕桑、油菜及各种水果、蔬菜等，林地面积广阔，植被类型丰富，主要有杉木、柳杉、花秋、千丈等20多种。

## 基础设施
目前，已开发水电站2处（四川省筠连县洞口发电有限责任公司、罗锅滩电厂)；境内交通发达，筠连—民主、筠连—高坎、筠连—维新—镇舟三条主县道公路贯穿腹地，公路里程180公里；移动通讯覆盖全镇，电话总装机容量1000余部，广播电视覆盖全镇。

## 经济发展
该镇经济发展迅猛。2010年工农业总产值32875万元，粮食总产量1703100斤，人均占有粮食500多公斤，农民人均年纯收入6030元；财政税收106万元。工业生产，以发展乡镇企业为主，现有煤厂10个，发电厂2个，砖瓦厂2个，采石场12个；农业生产情况，烟叶629吨，茶叶52300公斤，蚕茧55000公斤，肉类总产量1534吨，年末生猪存栏数12091头，牛存栏数1881头，林地面积2302公倾。社会各项事业蓬勃发展，目前有1所初级中学，10所小学，教师123人，学生人数3938人，入学率95%。农村实用技术培训学校1所，已培训800多人。镇中心卫生院1所，医疗技术人员5人，医疗设备不断完善。